# Iberos
Los iberos o íberos fue como llamaron los antiguos escritores griegos a la gente del este y del sur de la península ibérica para distinguirlos de los pueblos del interior, cuya cultura y costumbres eran diferentes. Fueron mencionados por Hecateo de Mileto, Heródoto, Estrabón, Avieno y Diodoro Siculo  citándolos con estos nombres (al menos desde el siglo VI a. C.): elisices, sordones, ceretanos, airenosinos, andosinos, bergistanos, ausetanos, indigetes, castelanos, lacetanos, layetanos, cossetanos, ilergetas, iacetanos, suessetanos, sedetanos, ilercavones, edetanos, contestanos, oretanos, bastetanos y turdetanos.
Geográficamente, Estrabón y Apiano denominaron Iberia al territorio de la península ibérica.

## Historia
Aunque las fuentes clásicas no siempre coinciden en los límites geográficos precisos ni en la enumeración de pueblos concretos, parece que el idioma es el criterio fundamental que los identificaba como iberos desde el punto de vista de griegos y romanos, puesto que las inscripciones en idioma ibérico aparecen a grandes rasgos en el territorio que las fuentes clásicas asignan a los iberos: la zona costera que va desde el sur del Languedoc-Rosellón hasta Alicante, que penetra hacia el interior por el valle del Ebro, por el valle del Segura, gran parte de La Mancha meridional y oriental hasta el río Guadiana y por el valle alto del Guadalquivir.
Desde el punto de vista arqueológico actual, el concepto de cultura ibérica no es un patrón que se repite de forma uniforme en cada uno de los pueblos identificados como iberos, sino la suma de las culturas individuales que a menudo presentan rasgos similares, pero que se diferencian claramente de otros y que a veces comparten con pueblos no identificados como iberos.

### Referencias históricas

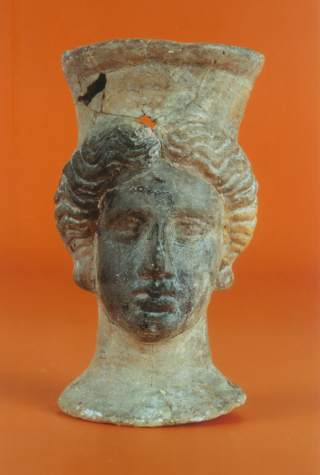
Pebetero contestano hallado en la necrópolis de Lucentum (o Akra Leuké), conjunto arqueológico del Tossal de Manises (provincia de Alicante). Actualmente en el Museo Arqueológico de Alicante.

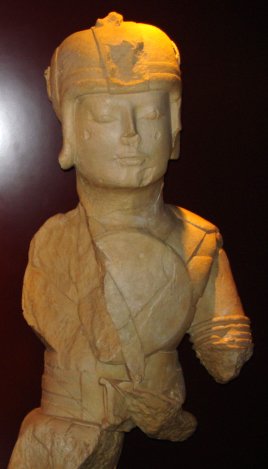
Guerrero de la doble armadura, procedente del yacimiento arqueológico del Cerrillo Blanco (Porcuna, Jaén).

### Origen y extensión de los iberos

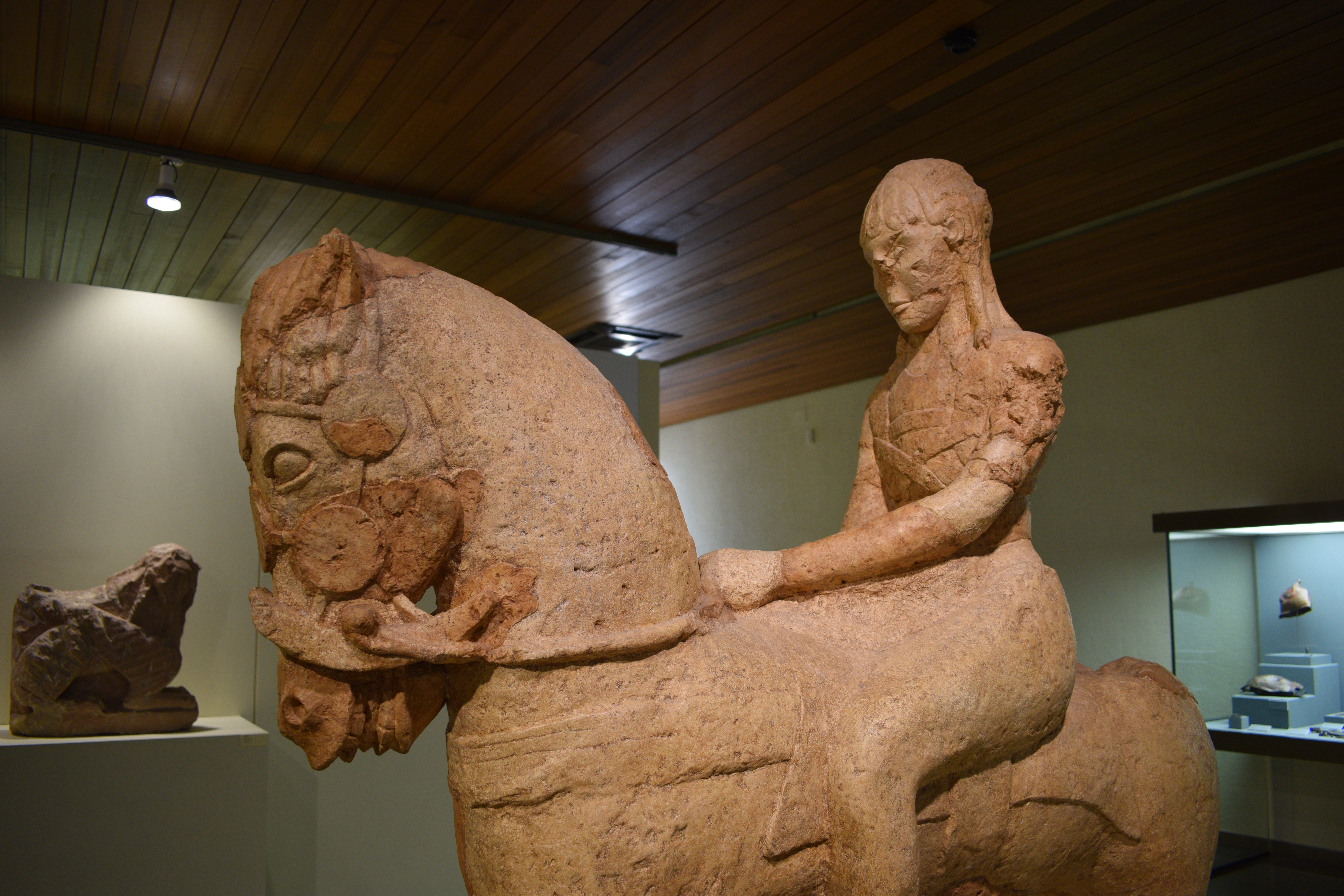
Figura de jinete, necrópolis de Los Villares, circa 490 a. C.

### Origen de los pueblos protoibéricos

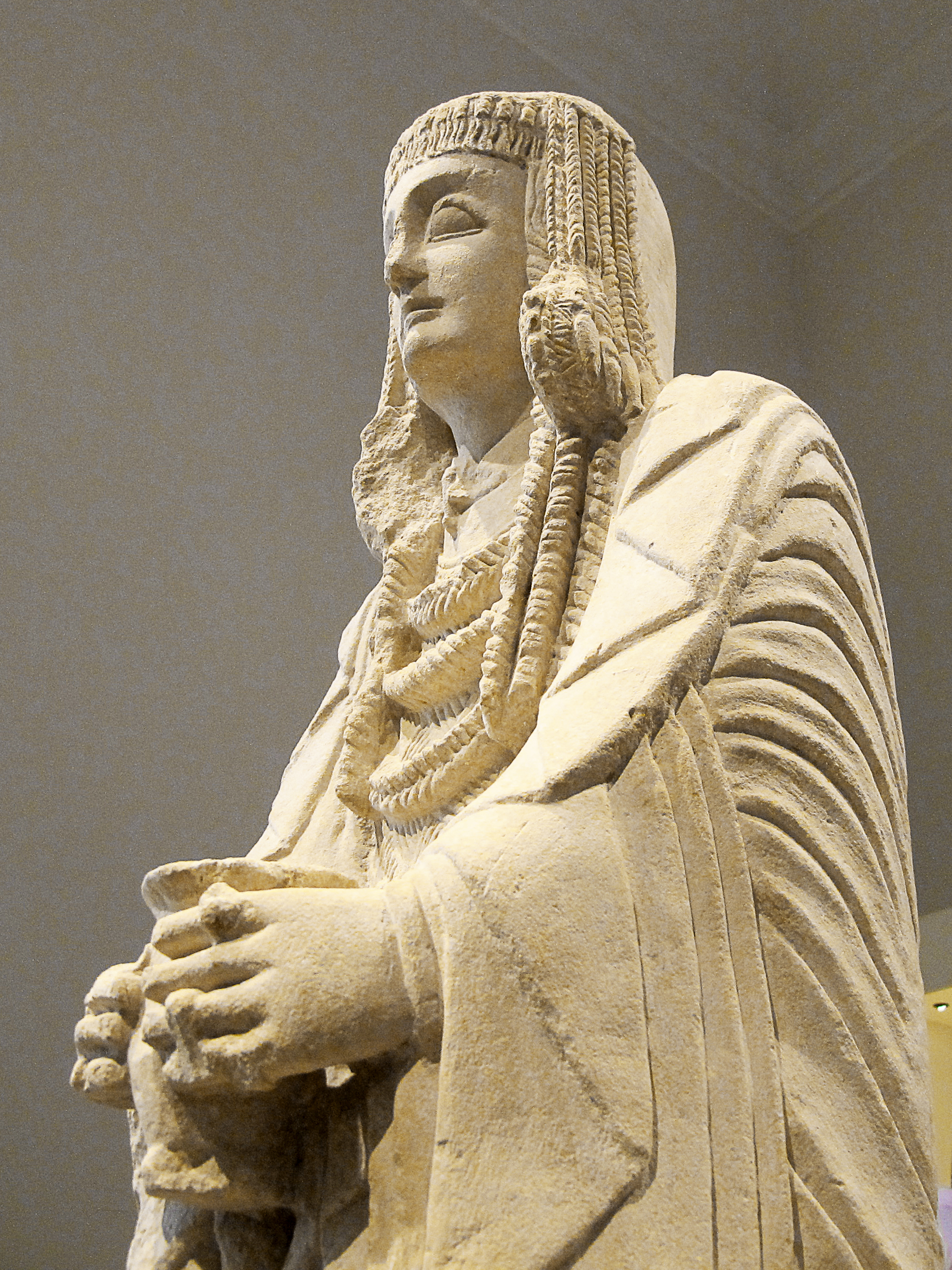
Dama oferente del Cerro de los Santos del o

## Idioma ibero

La lengua ibérica en el contexto de las lenguas paleohispánicas.

### Escrituras

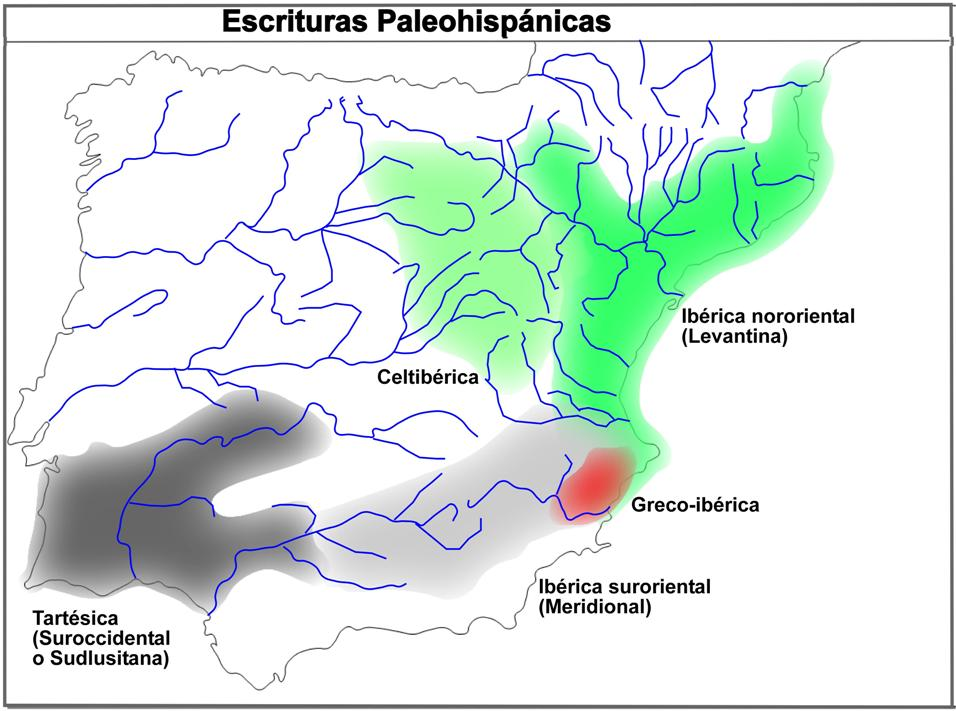
Las escrituras ibéricas en el contexto de las escrituras paleohispánicas.

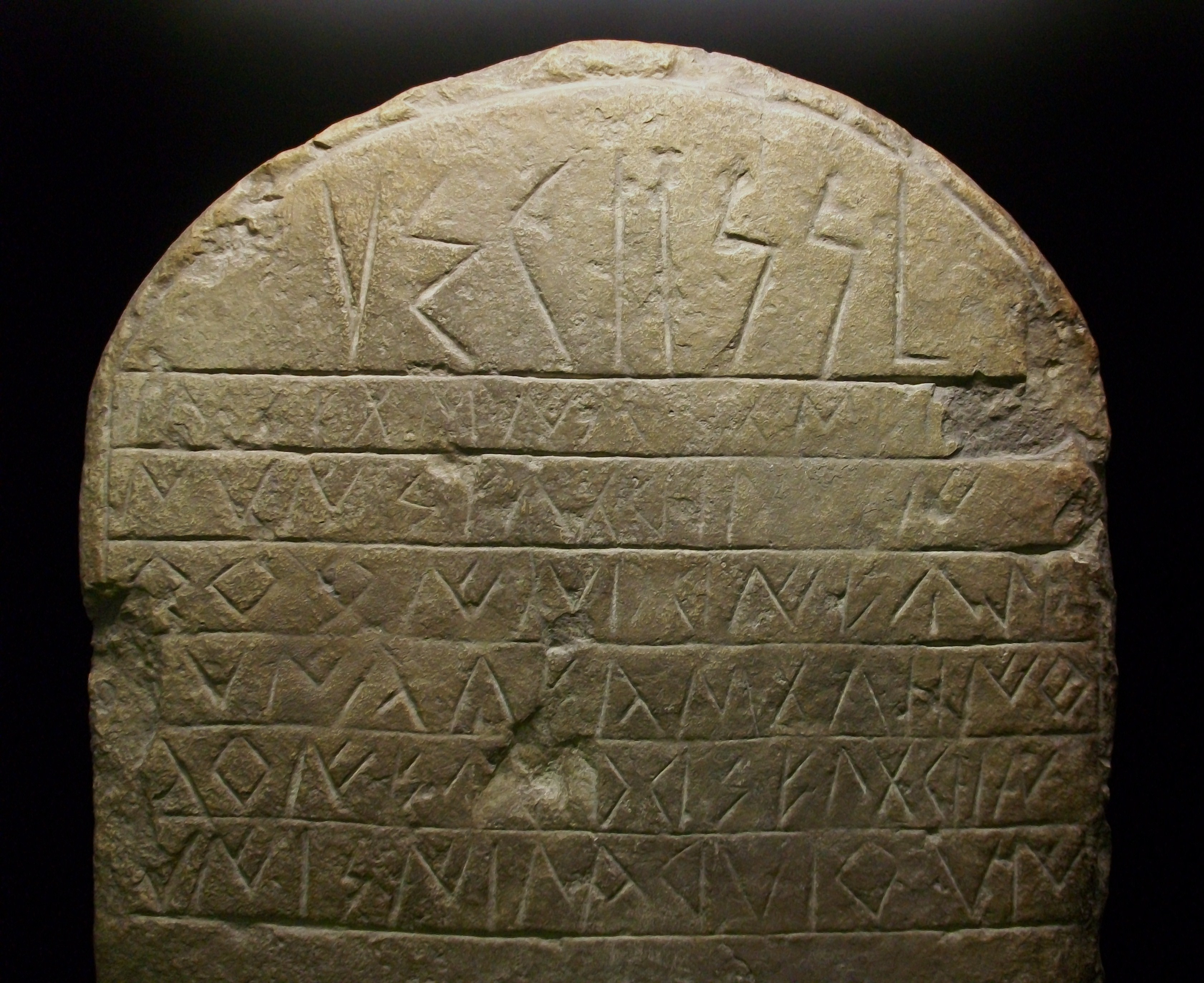
Texto íbero en una estela funeraria,

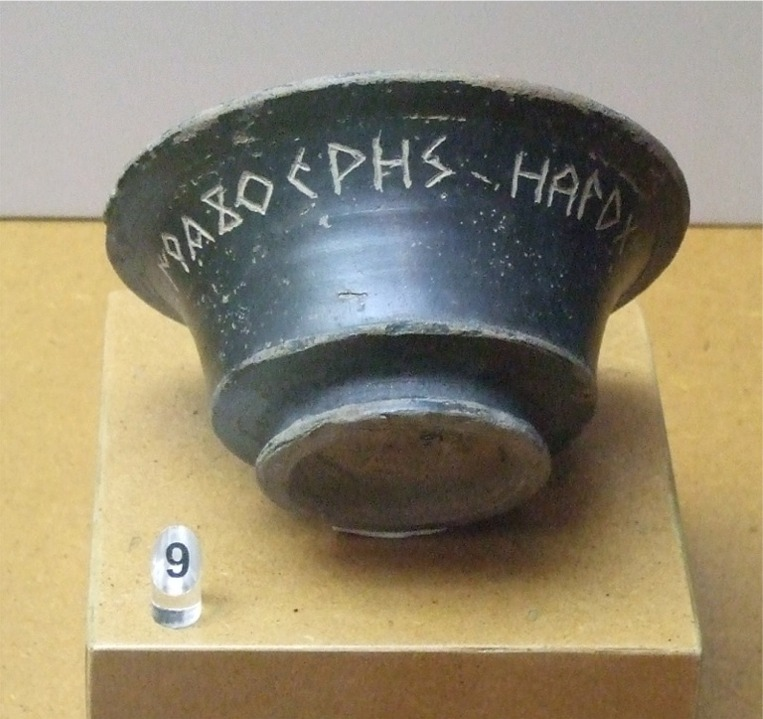
Ejemplo de escritura íbera sobre cerámica campaniense, Zaragoza.

### Vascoiberismo

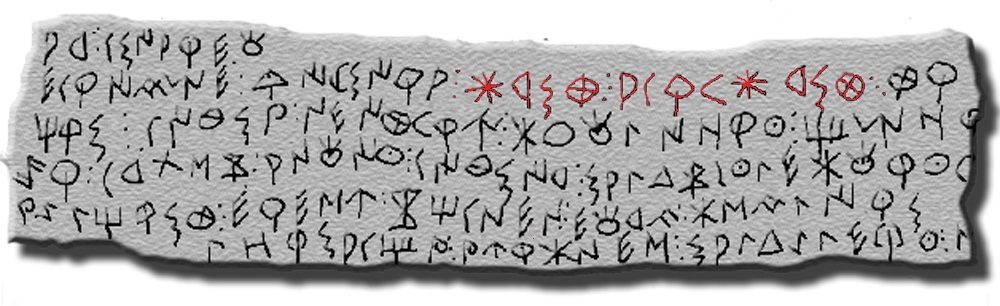
Hipotéticos numerales íberos (señalados en rojo): "borste-abaŕkeborste", en una de las caras del plomo de Ullastret.

## Influencias culturales en la cultura íbera

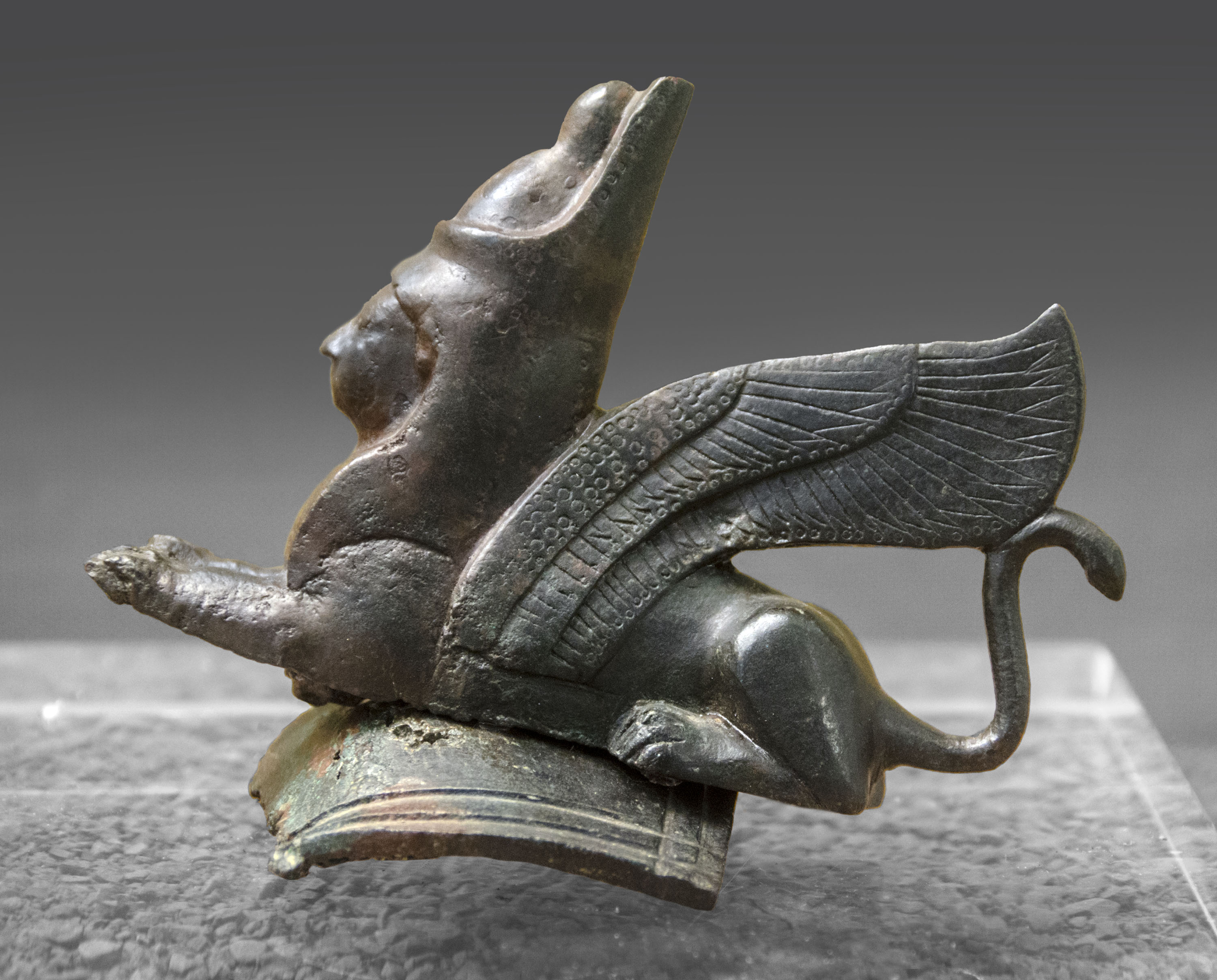
Esfinge de bronce procedente de la tumba de Los Higuerones, en la necrópolis de Cástulo, datada en el siglo VI a. C.

## Relaciones con otros pueblos

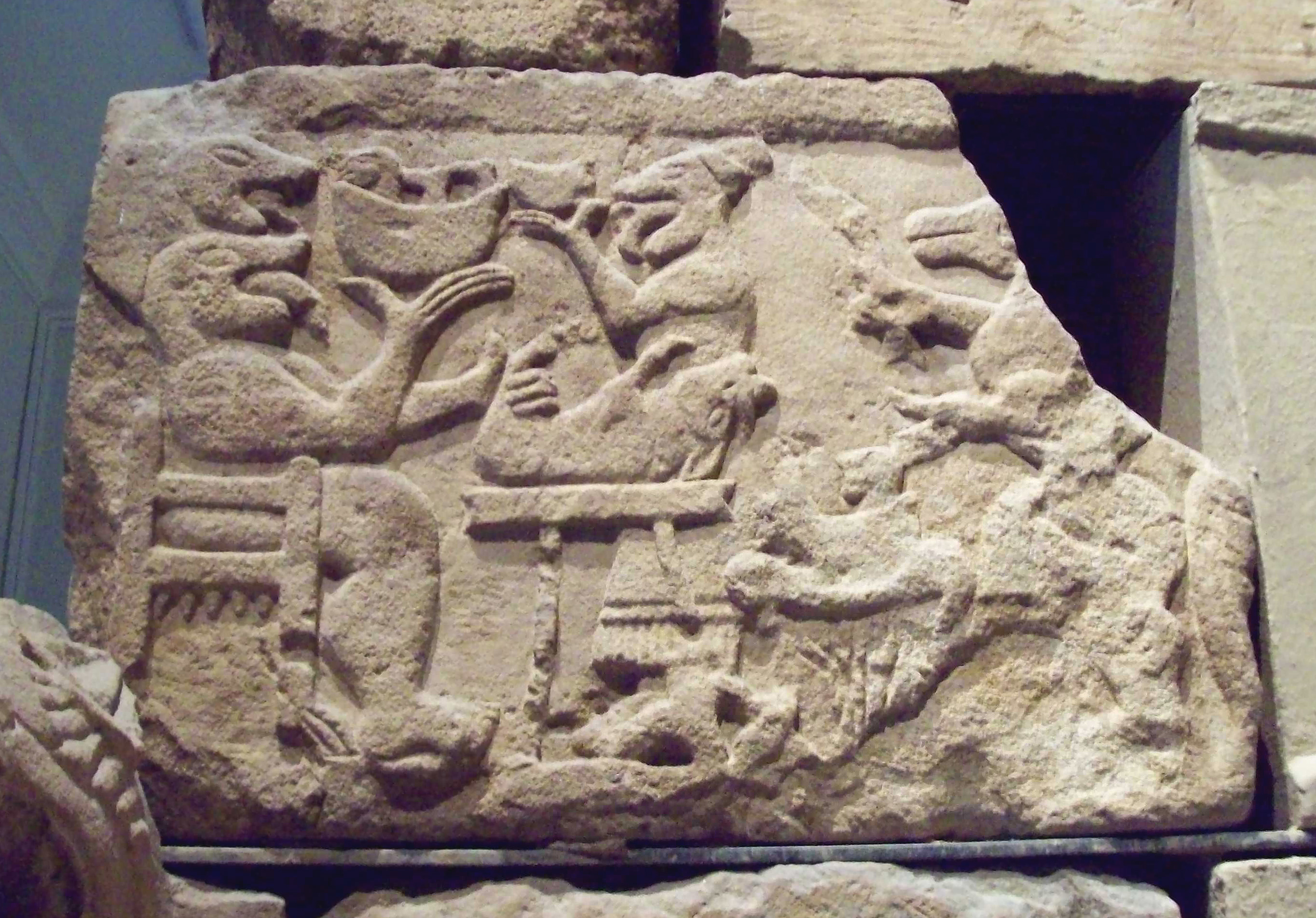
Relieve en el sepulcro de Pozo Moro, mostrando influencias hittitas.